# Еміль Палссон
Заголовок цієї статті — це ісландське ім'я, де Еміль — особове ім'я, а Палссон — ім'я по батькові. 
Еміль Палссон (ісл. Emil Pálsson, нар. 10 червня 1993, Ісафіордюр, Ісландія) — ісландський футболіст, атакувальний півзахисник норвезького клубу «Сарпсборг 08» та національної збірної Ісландії.

## Ігрова кар'єра
Грати у футбол Еміль починав у рідному місті у клубі «Вестрі» з другого дивізіону. У віці 18-ти років футболіст підписав контракт з клубом Урвалсдейлд «Гапнарф'ярдар». У 2015 році Еміля було визнано гравцем року у турнірі Урвалсдейлд. За клуб футболіст провів понад сто матчів у чемпіонаті Ісландії.
У 2017 році Еміль перебрався до Норвегії, де приєднався до клубу «Саннефіорд». У листопаді футболіст підписав з клубом дворічний контракт. На початку 2020 року сторони узгодили продовження контракту до кінця поточного року. Але 31 грудня 2020 року клуб вирішив не підписувати новий контракт з півзахисником.
У січні 2021 року на правах вільного агента Еміль підписав трирічний контракт з клубом «Сарпсборг 08».

## Збірна
У січні 2016 року у матчі проти команди ОАЕ Еміль Палссон вперше вийшов на поле у формі національної збірної Ісландії.

## Досягнення
Гапнарф'ярдар
 Чемпіон Ісландії (3): 2012, 2015, 2016
 Кубок ісландської ліги (1): 2014
 Суперкубок Ісландії (2): 2011, 2013